# نبرد کاریون
نبرد کاریون (انگلیسی: Battle of Carillon) در ۸ ژوئیه ۱۷۵۸ در خلال جنگ فرانسویان و سرخپوستان رخ داد و با پیروزی فرانسوی‌ها به پایان رسید.

## پیش‌زمینه
انگلیسی‌ها در سال ۱۷۵۸ یک لشکرکشی متشکل از سه حمله جداگانه به کانادا را آغاز کردند. جیمز وولف به سمت کبک، جفری آمهرست به سمت لوئیسبورگ در جزیره کیپ برتون و جیمز ابرکرومبی به سمت قلعه کاریون راهپیمایی کردند. ابرکرومبی ارتش بزرگی متشکل از ۶۳۵۰ سرباز منظم و ۹۰۰۰ مستعمره‌نشین را جمع‌آوری کرد و به فرانسوی‌ها در قلعه کاریون حمله کرد.

## نبرد
انگلیسی‌ها از نظر تعداد سرباز به فرانسوی‌ها برتری قابل توجهی داشتند، علاوه بر این ۴۰۰۰ فرانسوی فقط برای یک هفته آذوقه داشتند. اما ابرکرومبی به جای اینکه مارکی را گرسنه نگه دارد، به قلعه حمله کرد. سربازان انگلیسی که بدون آماده‌سازی توپخانه و در قالب دسته‌های فشرده راهپیمایی می‌کردند، با موانعی از درختان قطع شده روبرو شدند و توسط مدافعانی که به بهترین نحو توسط استحکامات پناه گرفته بودند، به صفوف کشته شدند. اگرچه بخش‌های کوچکی از هنگ ۴۲ پیاده‌نظام کوهستانی ("بلک واچ") با وجود تلفات سنگین توانستند به داخل قلعه نفوذ کنند، اما سربازان در محوطه قلعه کشته شدند.

## پیامدها
هنگ اسکاتلندی در این نبرد نیمی از سربازان و دو سوم افسران خود را از دست داد. در مجموع، تلفات انگلیسی‌ها در این نبرد حدود ۲۰۰۰ نفر بود. کاریون به مراتب کمتر از آن چیزی بود که بعداً - به ویژه به دلیل تلفات وحشتناک انگلیسی‌ها - اغلب تفسیر می‌شد. خود نبرد یکی از سخت‌ترین و خونین‌ترین نبردهای جنگ بود. پس از آن عقب‌نشینی نامنظم و وحشت‌زده‌ای با به جا گذاشتن سلاح، تجهیزات و مجروحان رخ داد. به دلیل این شکست، قلعه کاریون لقب «جبل الطارق غرب» را دریافت کرد. این شکست پیشروی بیشتر انگلیسی‌ها به سمت کانادا را به شدت به تأخیر انداخت، اما در شکست فرانسوی‌ها در کبک در سال ۱۷۵۹ تغییری ایجاد نکرد. نبرد کاریون یا تیکوندروگا امروزه به عنوان نمونه‌ای کلاسیک از رهبری نالایق شناخته می‌شود.